# Вежбіни (Свентокшиське воєводство)
Вежбіни (пол. Wierzbiny) — село в Польщі, у гміні Образув Сандомирського повіту Свентокшиського воєводства.
Населення — 114 осіб (2011).
У 1975-1998 роках село належало до Тарнобжезького воєводства.

## Демографія
Демографічна структура на день 31 березня 2011 року:
|          | Загалом | Допрацездатний вік | Працездатний вік | Постпрацездатний вік |
| -------- | ------- | ------------------ | ---------------- | -------------------- |
| Чоловіки | 57      | 10                 | 38               | 9                    |
| Жінки    | 57      | 8                  | 32               | 17                   |
| Разом    | 114     | 18                 | 70               | 26                   |